# 세스크 파브레가스
프란세스크 "세스크" 파브레가스 솔레르(스페인어: Francesc "Cesc" Fàbregas Soler, 카탈루냐어: Francesc Fàbregas i Soler 프란세스크 파브레가스 아이 솔레르, 1987년 5월 4일 ~ )는 스페인의 축구 선수 출신 축구 감독으로 현역 시절 중앙 미드필더로 활약했다.
세스크는 뛰어난 패싱력과 넓은 시야를 바탕으로 볼배급과 빌드업에 중심인 선수이다.

## 클럽 경력
파브레가스는 바르셀로나 유스에서 축구선수 생활을 시작하였으며, 2003년 9월에 아스널과 계약하였다. 2008년 11월, 소속팀의 주장이었던 윌리암 갈라스가 주장직을 박탈당하면서 아스널의 주장이 되었는데, 이는 아스널 역사상 최연소 주장이었다.
바르셀로나의 열렬한 서포터 집안 출신인 파브레가스는 어렸을 적부터 할아버지가 바르셀로나의 홈 구장인 캄프 누에 데려가 경기를 보여주기도 하였다고 한다. 이러한 환경 때문에 파브레가스 역시 바르셀로나의 팬이 되었다. 과거 바르셀로나의 주장으로 활약한 펩 과르디올라를 우상이자 롤모델로 삼고 있는 파브레가스는, 그가 선수시절 달았던 등번호 4번을 선호한다.
유소년 시절은 주로 중앙 미드필더로 활약하였으나 성장하면서 공격적인 재능이 드러나 좀 더 전방에서 플레이하는 경우가 많다. 준수한 활동량과 간결한 볼터치, 전방으로 찔러주는 스루 패스에 강점을 보이며 시야가 매우 넓어 측면으로 벌려주는 롱패스에도 능하다. 특히 볼을 원터치로 처리하는 능력에서는 세계 최정상급의 기량을 지녔다. 중원에서 어린 나이답지 않은 노련한 조율을 선보여 아스널의 감독 아르센 벵거의 두터운 신임을 받았다. 하지만 볼키핑에 기복이 있으며, 몸싸움과 수비력 부족 문제를 지적받았다. 고질적인 단점인 스피드는 노련함과 빠른 판단력으로 극복하였다.
2007-08 시즌, 티에리 앙리의 이적으로 불안정하던 팀을 에이스로서 이끌어 프리미어리그 우승 팀 맨체스터 유나이티드와 불과 4점 차이로 3위를 기록하는 등 선전하였다. 개인적으로도 PFA 올해의 영플레이어 상과 프리미어리그 도움왕을 차지하고 PFA 올해의 팀에 선정되는 등 두각을 나타냈다. 2009-10 시즌 공격형 미드필더임에도 골과 도움을 몰아치며 팀의 상위권 진입을 이끌었다.
결국 옛 친정팀의 끝없는 구애와 과르디올라 감독을 비롯한 사비, 피케, 이니에스타, 푸욜 등 바르셀로나 선수들은 끝없이 인터뷰를 이용해 세스크의 마음을 흔들어 놓았고 결국 세스크 파브레가스는 2011-12 여름 이적시장에서 이적료 3,500만 유로에 바르셀로나로 이적하였는데 사실 바르셀로나 선수들이 인터뷰를 이용해 이른바 "몸값떨구기"를 하지 않았다면 사실상 그의 가치는 5,000만 유로 이상의 가치로 평가받고 있으며 이는 바르셀로나의 부회장조차도 "파브레가스를 반값에 영입했다"며 만족감을 드러낼 정도였다.
2012년 3월 1일에 아르헨티나와 스위스가 평가전을 갖게 되자 한때 같은 팀이었던 스위스의 필립 센데로스가 파브레가스에게 메시의 유니폼을 얻을 수 있게 도와달라고 부탁을 했다. 이에 파브레가스는 흔쾌히 응했으며 그 결과 리오넬 메시는 다른 스위스 선수들과의 유니폼 교환을 거절하고 센데로스와 유니폼을 교환했다.
파브레가스는 바르셀로나 이적 후 출전시간이 줄어듦에 따라 이적을 원했고, 2014년 6월, 32m의 이적료로 첼시로 이적하여 프리미어리그로 복귀하였다.

## 국가대표팀 경력

### 주요 출전 국제대회
- 2005년 FIFA 세계 청소년 축구 선수권 대회 국가대표
- 2006년 FIFA 월드컵 국가대표
- UEFA 유로 2008 국가대표
- 2009년 FIFA 컨페더레이션스컵 국가대표
- 2010년 FIFA 월드컵 국가대표
- UEFA 유로 2012 국가대표
- 2013년 FIFA 컨페더레이션스컵 국가대표
- 2014년 FIFA 월드컵 국가대표
- 2016년 UEFA 유로 국가대표

## 수상 내역

### 클럽

#### 아스날
- FA컵 : 2004-05
- 커뮤니티 실드 : 2004

#### 바르셀로나
- 라리가 : 2012-13
- 국왕컵 : 2011-12
- 수페르코파 데 에스파냐 : 2011, 2013
- UEFA 슈퍼컵 : 2011
- FIFA 클럽 월드컵 : 2011

#### 첼시
- 프리미어리그 : 2014-15, 2016-17
- 리그컵 : 2014-15
- FA컵 : 2017-18

#### 스페인
- FIFA 월드컵 : 2010
- UEFA 유럽 축구 선수권 대회 : 2008, 2012

### 개인
- 브라보상 : 2006
- 골든 보이 : 2006
- PFA 올해의 영플레이어 : 2007-08
- PFA 올해의 팀 : 2007-08, 2009-10
- 프리미어리그 이 달의 선수상 2회
- 아스널 올해의 선수 : 2006-07, 2009-10
- UEFA 올해의 팀 : 2006, 2008
- ESM 올해의 팀 : 2007-08, 2009-10, 2014-15

#### 국가대표
- FIFA U-17 월드컵 : 골든슈, 골든볼 (이상 2003)
- UEFA U-17 유로 대회 MVP : 2004
- UEFA 유로 올스타팀 : 2008, 2012

#### 서훈
- 아스투리아스 공상 : 2010
- Gold Medal of the Royal Order of Sporting Merit : 2011

## 같이 보기
- A매치 100경기 이상 출전한 축구 선수 명단